# Pithophoraceae
Pithophoraceae é uma família de algas da ordem Cladophorales.

## Descrição
A autoridade científica da família é Wittrock, tendo sido publicada em "On the development and systematic arrangement of the Pithophoraceae, a new order of algae". Nova Acta Regiae Societatis Scientiarum Upsaliensis Ser. 3, extra ordinem (Editum 1877, Art 19): 1-80, VI plates., no ano de 1877.

## Géneros
Segundo o AlgaeBase, a família está representada por 36 espécies, distribuídas nos seguintes géneros:
- Aegagropila
- Aegagropilopsis
- Arnoldiella
- Basicladia
- Chaetocladiella
- Chaetonella
- Cladogonium
- Cladophorella
- Cladostroma
- Dermatophyton
- Dictyosphaeria
- Gemmiphora
- Pithophora
- Wittrockiella